# Zapadni ambae jezik
Zapadni ambae jezik (ISO 639-3: nnd; duidui, opa), austronezijski jezik istočnovanuatske podskupine, kojim govori oko 8 700 ljudi (Lynch and Crowley 2001) na otoku Aoba (nazivan i Ambae, Leper's Island) na Vanuatuu. 
Ima mnogo dijalekata među kojima walaha i nduindui (duindui)

## Vanjske poveznice
- Ethnologue (14th)
- Ethnologue (15th)